# Sarah Selby
Pour les articles homonymes, voir Selby (homonymie).
Sarah Selby ou Sara Selby (30 août 1905 - 7 janvier 1980) est une actrice américaine de cinéma et de télévision.
Elle est née à Saint-Louis dans le Missouri et morte à Los Angeles, Californie. 

## Filmographie partielle
Cinéma
- 1944 : San Diego I Love You de Reginald Le Borg
- 1949 : La Garce (Beyond the Forest), de King Vidor
- 1952 : La Maîtresse de fer (The Iron Mistress), de Gordon Douglas
- 1953 : Le Cirque infernal (Battle Circus), de Richard Brooks
- 1955 : Le Tigre du ciel (The McConnell Story) de Gordon Douglas
- 1962 : Un pilote dans la Lune (Moon Pilot), de James Neilson
- 1962 : La Tour de Londres (Tower of London) de Roger Corman
- 1973 : Nanou, fils de la Jungle (The World's Greatest Athlete) de Robert Scheerer

Télévision
- 1954 - 1960 : Papa a raison (Father Knows Best), série
- 1956 - 1957 : The Hardy Boys
- 1964 : La Quatrième Dimension (The Twilight Zone) (Série TV) : épisode César et moi (Caesar and Me) de Robert Butler (saison 5, épisode 28) : tante Agnès, la logeuse